# 卢卡·格鲁博尔
卢卡·格鲁博尔（1973年12月27日—），英国男子赛艇运动员。他曾代表英国参加2000年夏季奥林匹克运动会赛艇比赛，获得男子八人单桨有舵手金牌。